# Equazione di Grunwald-Winstein
In chimica fisica organica, l'equazione di Grunwald-Winstein esprime la relazione lineare in termini di energia libera tra le costanti di velocità di processo e il potere ionizzante di vari solventi, permettendo di chiarire il ruolo del solvente come nucleofilo nei confronti di vari substrati. Questa equazione fu sviluppata da Ernest Grunwald e Saul Winstein nel 1948 ed assume la seguente forma:
{\displaystyle \log {\frac {k_{x,sol}}{k_{x,\ 80\%\ {\ce {EtOH}}}}}=mY}
dove kx, sol e Kx, 80% EtOH sono le costanti di velocità di solvolisi di un certo composto in diversi sistemi solventi e nel solvente di riferimento, all'80% acquoso. Il parametro m misura la sensibilità della velocità di solvolisi rispetto ad Y, la misura del potere ionizzante del solvente.

## L'equazione di Hammett

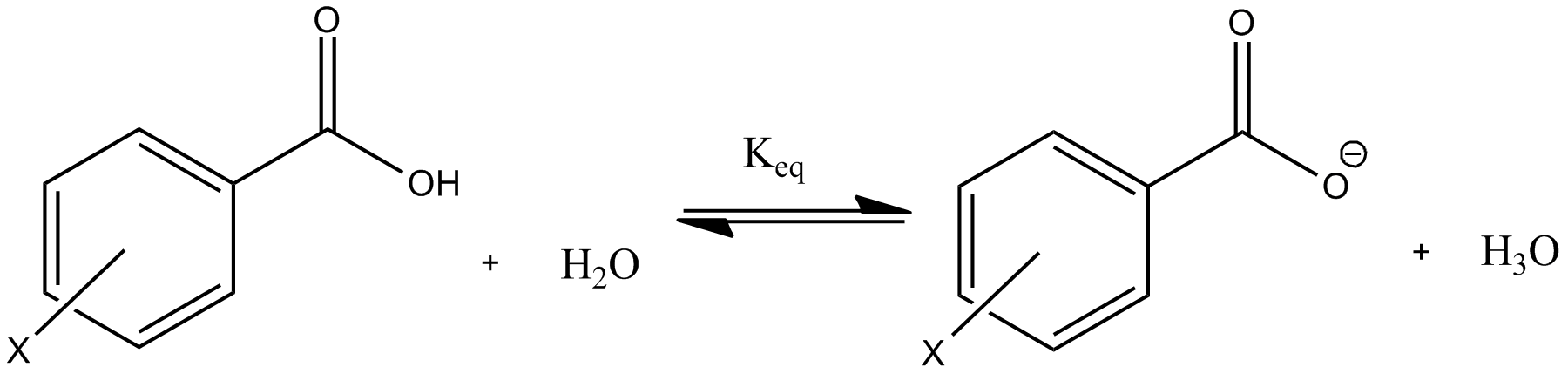
Dissociazione di acidi benzoici sostituiti

L'equazione di Hammett fornisce la relazione tra il sostituente sull'anello benzenico e la velocità di reazione. Hammett usò la ionizzazione dell'acido benzoico come reazione standard di riferimento, al fine di impostare dei parametri per ogni sostituente (indicati come σX) e poi fornire i valori di ρ, che rappresentano la capacità di ionizzazione dei diversi substrati. Questa relazione si vede bene mediante un grafico di Hammett.
Equazione di Hammettː {\displaystyle \log {\frac {k_{{\ce {X}}}}{k_{{\ce {H}}}}}=\rho \sigma _{{\ce {X}}}}
Ad ogni modo, se viene cambiato il solvente di reazione, ma non il substrato, anche la costante di velocità cambia. Seguendo quest'ultimo concetto, Grunwald e Winstein decisero di graficare le relative costanti di velocità rispetto al cambio di solvente, formulando quella che poi è l'equazione che da loro prese il nome. Dato che l'equazione segue lo stesso schema di quella di Hammett, ma è più generale, l'equazione di Grunwald-Winstein può essere a tutti gli effetti considerata una sua estensione.

## Definizione

### Composto di riferimento

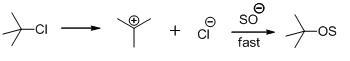
Meccanismo della reazione di sostituzione nucleofica di tipo S_{N}1

La reazione di sostituzione del terz-butil cloruro è stata scelta come reazione di riferimento. ll primo passaggio, quello di ionizzazione, è lo stadio cineticamente determinante (detto anche in inglese RDS, Rate Determining Step) e SO indica il solvente nucleofilo scelto. Il solvente di riferimento è una miscela composta per l'80% da etanolo e per il 20% da acqua, percentuali calcolate rispetto ai volumi. Entrambi (l'alcol e l'acqua) attaccano nucleofilicamente il carbocatione.
La reazione di tipo SN1 passa attraverso la formazione di un intermedio carbocationico stabile e più il solvente è nucleofilo, maggiore sarà la stabilità del carbocatione, per cui più veloce sarà la reazione (avremo allora costanti di velocità più elevate). Dato che non esiste una condizione di netta separazione tra reazioni SN1 e reazioni SN2, per evitare che si verifichino le seconde si sceglie come reagente il terz-butil cloruro proprio per sfavorirle ed avere quindi una migliore linearità dell'equazione.

### Valori diY
| solvente, % in vol. | Y      | solvente, % invol. | Y      | solvente, % in vol. | Y      |
| ------------------- | ------ | ------------------ | ------ | ------------------- | ------ |
| EtOH-H2O            |        | 25                 | 2.908  | 30                  | 2.753  |
| 100                 | -2.033 | 20                 | 3.051  | 20                  | 3.025  |
| 98                  | -1.681 | 15                 | 3.189  | 10                  | 3.279  |
| 95                  | -1.287 | 10                 | 3.312  | AcOH-HCOOH          |        |
| 90                  | -0.747 | 5                  | 3.397  | 100                 | -1.639 |
| 80                  | 0      | H2O                | 3.493  | 90                  | -0.929 |
| 70                  | 0.595  | MeOH-H2O           |        | 75                  | -0.175 |
| 60                  | 1.124  | 100                | -1.09  | 50                  | 0.757  |
| 50                  | 1.655  | 90                 | -0.301 | 25                  | 1.466  |
| 45                  | 1.924  | 80                 | 0.381  | 10                  | 1.862  |
| 40                  | 2.196  | 70                 | 0.961  |                     |        |
| 37.5                | 2.338  | 60                 | 1.492  |                     |        |
| 35                  | 2.473  | 50                 | 1.972  |                     |        |
| 30                  | 2.721  | 40                 | 2.391  |                     |        |

{\displaystyle \log {\frac {k_{t-{\ce {BuCl}},sol}}{k_{\ce {{\mathit {t}}-BuCl,\ 80\%\ EtOH}}}}=Y}
In questa equazione kt-BuCl, 80% EtOH indica la costante di velocità della reazione del t-BuCl in etanolo acquoso. La variabile kt-BuCl, sol rappresenta la costante di velocità della stessa reazione ma in un diverso solvente, come una miscela di etanolo e acqua oppure di acido acetico e acido formico. Y, dunque, rappresenta il potere ionizzante dei diversi solventi nucleofili.

### Valori dim
Il parametro m che compare nell'equazione, detto fattore di sensibilità di solvolisi, descrive l'abilità di un composto nel formare un intermedio carbocationico in un dato solvente. Rappresenta la pendenza del grafico di log(ksol/k80%EtOH) rispetto a Y. Dato che la reazione di riferimento è poco aiutata dall'azione nucleofila del solvente, le reazioni con m pari ad 1 o superiori hanno intermedi quasi del tutto ionizzati. Se i composti non sono molto influenzati dal solvente (dalla sua capacità ionizzante) allora m avrà valori inferiori ad
Riassumendoː
1. m ≥ 1, la reazione segue un meccanismo di tipo SN1
2. m < 1, il meccanismo è un po' SN1 e un po' SN2.

## Svantaggi
1. Questa equazione non si adatta a tutte le possibili miscele solventi. Le combinazioni si limitano a certi sistemi e solo per solventi nucleofili.
2. Per molte reazioni l'equazione non restituisce una retta (perfetta linearità). Ciò accade perché il carattere SN2 del processo si fa sempre più evidente, fino a diventare quello predominante, rendendo il grafico poco o nulla lineare.